# Ditte Juul Jørgensen

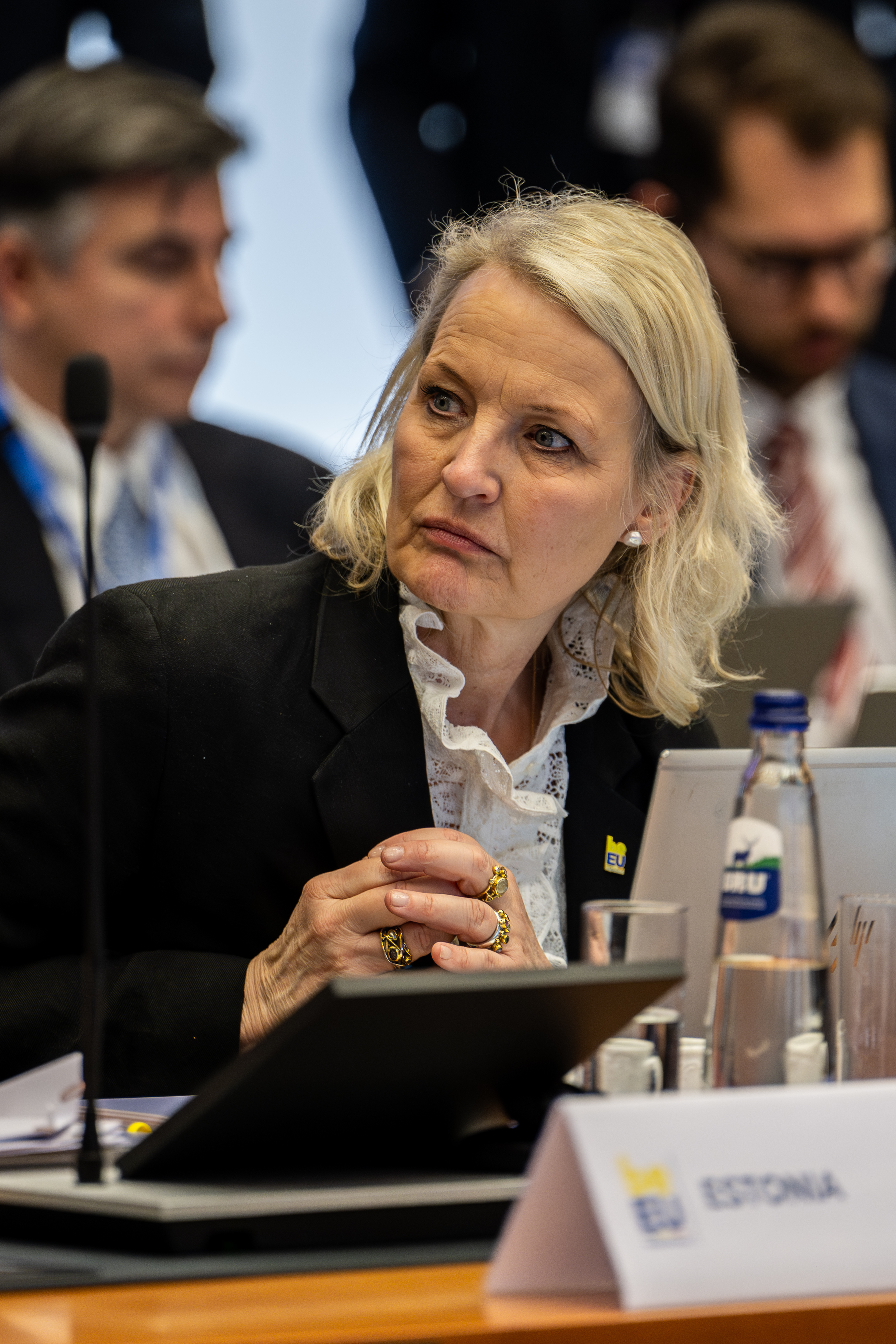
Ditte Juul Jørgensen (2024)

Ditte Maria Juul Jørgensen (* 11. März 1966) ist eine dänische hohe Beamtin der Europäischen Union. Seit August 2019 leitet sie als Generaldirektorin die Generaldirektion Energie (DG ENER).
Ditte Juul Jørgensen studierte Rechtswissenschaften von 1985 bis 1990 an der Universität Kopenhagen und anschließend bis 1991 in Brügge.
Sie trat 1989 in den Dienst der Europäischen Kommission. Dort durchlief sie eine vielstufige Karriere mit Stationen bei der EU-Delegation bei den Vereinten Nationen sowie von 2002 bis 2006 beim Europäischen Gerichtshof. Sie wechselte dann in die Generaldirektion Handel und war dort zuletzt von 2012 bis 2014 Direktorin für Rechtsangelegenheiten und Warenhandel. Von November 2014 bis Juli 2019 amtierte sie als Kabinettschefin der Wettbewerbskommissarin Margrethe Vestager.